# AJ and the Queen
AJ and the Queen (bra: AJ and the Queen) é uma série de televisão americana, do gênero de comédia dramática, criada por RuPaul e Michael Patrick King, que estreou na Netflix em 10 de janeiro de 2020. A série foi cancelada em março do mesmo ano.

## Sinopse
AJ and the Queen segue Ruby Red, uma  drag queen sem sorte que atravessa os Estados Unidos de clube em clube numa van acompanhada de uma geniosa órfã de 11 anos. Como essas duas desajustadas, uma alta, uma pequena, viajam de cidade em cidade, e a mensagem de amor e aceitação de Ruby acaba tocando as pessoas e mudando suas vidas para melhor."

## Elenco e personagens

### Principais
- RuPaul como Ruby Red/ Robert Lincon Lee
- Izzy G. (Izzy Gaspersz) como Amber Jasmine "AJ" Douglas
- Michael-Leon Wooley como Louie Bell
- Josh Segarra como Hector/Damian Sanchez
- Tia Carrere como Lady Danger
- Katerina Tannenbaum como Brianna Douglas

### Recorrente
- Matthew Wilkas como Oficial Patrick Kennedy

### Convidados
| - Valentina - Mayhem Miller - Bianca Del Rio - Eureka O'Hara - Victoria "Porkchop" Parker - Alexis Mateo - Manila Luzon - Vanessa Vanjie Mateo - Jinkx Monsoon - Katya Zamolodchikova - Jaymes Mansfield | - Chad Michaels - Mariah Balenciaga - Kennedy Davenport - Jade Jolie - Ongina - Latrice Royale - Monique Heart - Ginger Minj - Trinity The Tuck - Jujubee - Pandora Boxx |

## Produção

### Desenvolvimento
Em 11 de maio de 2018, foi anunciado que a Netflix havia encomendado à produção um pedido de série para uma primeira temporada composta por dez episódios. A série está programada para ser escrita e executada por RuPaul e Michael Patrick King, os quais também criaram o programa. As empresas de produção envolvidas com a série incluem MPK Productions e Warner Bros. Television. Em 17 de julho de 2018, um colapso do elenco divulgado para agências de talentos foi publicado on-line. Ele revelou os nomes de quatro novos personagens, Louis, Hector/Damian Sanchez, Lady Danger e Brianna, e incluiu descrições de personagens também.

### Elenco
Juntamente com o anúncio do pedido da série, foi confirmado que RuPaul iria estrelar a série. Em 20 de setembro de 2018, foi anunciado que Josh Segarra, Michael-Leon Wooley, Katerina Tannenbaum e Tia Carrere foram escalados para papel principais. Em 16 de outubro de 2018, foi anunciado que Izzy G. havia sido escalado para o papel principal como AJ. Em 18 de janeiro de 2019, foi anunciado que Matthew Wilkas havia se juntado ao elenco como um personagem recorrente.

## Recepção
O programa detém uma pontuação de 54% no Rotten Tomatoes. O consenso declara: "Embora nem sempre isso aconteça, AJ and the Queen é aventura doce e às vezes estranha que é divertida de assistir, mesmo quando está se atrapalhando."

## Episódios
| N.º | Título         | Dirigido por         | Escrito por                            | Lançamento            |
| --- | -------------- | -------------------- | -------------------------------------- | --------------------- |
| 1   | "Nova York"    | Michael Patrick King | RuPaul Charles & Michael Patrick King  | 10 de janeiro de 2020 |
| 2   | "Pittsburgh"   | Michael Patrick King | RuPaul Charles & Michael Patrick King  | 10 de janeiro de 2020 |
| 3   | "Columbus"     | Bobcat Goldthwait    | Jhoni Marchinko                        | 10 de janeiro de 2020 |
| 4   | "Louisville"   | Adam Davidson        | RuPaul Charles & Michael Patrick King  | 10 de janeiro de 2020 |
| 5   | "Mount Juliet" | Michael Patrick King | Eric Reyes Loo                         | 10 de janeiro de 2020 |
| 6   | "Little Rock"  | Adam Shankman        | Stephen Soroka                         | 10 de janeiro de 2020 |
| 7   | "Jackson"      | Anne Fletcher        | Drew Droege                            | 10 de janeiro de 2020 |
| 8   | "Baton Rouge"  | Michael Spiller      | Tracy Poust & Jon Kinnally             | 10 de janeiro de 2020 |
| 9   | "Fort Worth"   | Dennie Gordon        | Michael Patrick King & Jhoni Marchinko | 10 de janeiro de 2020 |
| 10  | "Dallas"       | Michael Patrick King | RuPaul Charles & Michael Patrick King  | 10 de janeiro de 2020 |

## Trilha sonora
AJ and the Queen (Original Television Soundtrack) é a trilha sonora da série televisiva estadunidense de mesmo nome, lançada em 24 de janeiro de 2020 pela Warner Bros. Entertainment, através do selo WaterTower. O álbum foi criado por Lior Rosner e RuPaul, e conta com 16 faixas.

### Lista de faixas
| N.º            | Título                                    | Artista        | Duração |  |
| 1.             | "Ruby Is Red Hot" (from AJ and the Queen) | RuPaul         | 2:43    |  |
| 2.             | "Walk It Off (I'm on My Way)"             | RuPaul         | 3:11    |  |
| 3.             | "Ruby Is Red Hot" (Retro Remix)           | RuPaul         | 2:30    |  |
| 4.             | "Ruby Is Red Hot" (Kummerspeck Remix)     | RuPaul         | 2:29    |  |
| 5.             | "Ruby Is Red Hot" (Lush Remix)            | RuPaul         | 2:16    |  |
| 6.             | "In the Beginning"                        | Lior Rosner    | 1:13    |  |
| 7.             | "AJ's Theme"                              | Lior Rosner    | 3:15    |  |
| 8.             | "Lady Danger"                             | Lior Rosner    | 3:08    |  |
| 9.             | "Mount Juliet"                            | Lior Rosner    | 1:04    |  |
| 10.            | "AJ Bribes the Drag Fans"                 | Lior Rosner    | 0:49    |  |
| 11.            | "Danielle Plans Some Trouble"             | Lior Rosner    | 1:11    |  |
| 12.            | "Lady Danger Breaking and Entering"       | Lior Rosner    | 0:51    |  |
| 13.            | "Queens to the Rescue"                    | Lior Rosner    | 0:48    |  |
| 14.            | "Damian Visits Robert"                    | Lior Rosner    | 1:59    |  |
| 15.            | "AJ Drop Off and Goodbye"                 | Lior Rosner    | 2:14    |  |
| 16.            | "The End"                                 | Lior Rosner    | 3:03    |  |
| Duração total: | Duração total:                            | Duração total: | 32:44   |  |